# Bữa ăn tối mười hai món đêm Giáng sinh

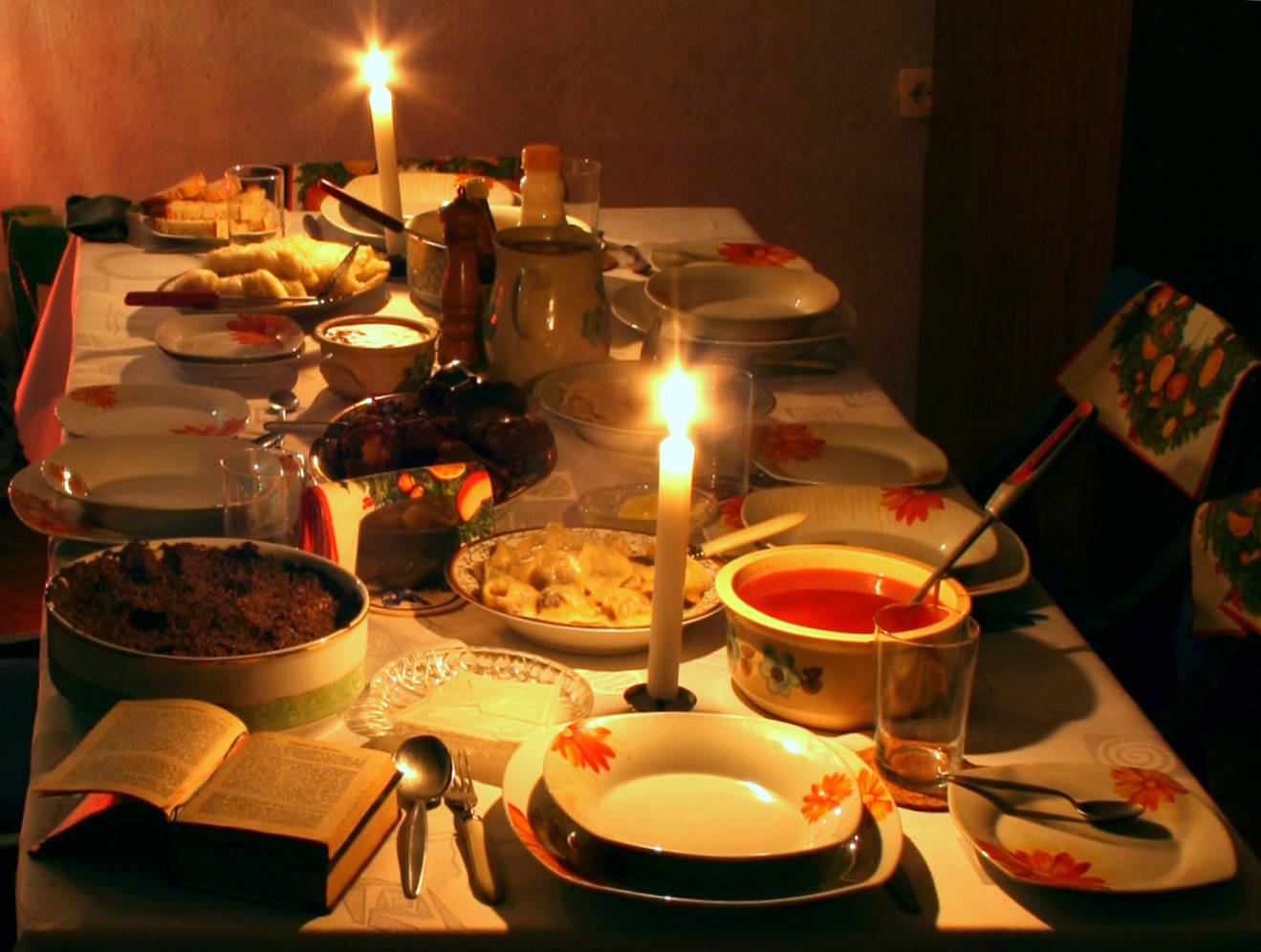
Truyền thống Ba Lan bữa ăn Wigilia.

Một bữa ăn tối mười hai món đêm Giáng sinh được chuẩn bị theo truyền thống để tưởng nhớ mười hai môn đệ của Chúa Giêsu ở các nền văn hóa Trung, Bắc và Đông Âu, đặc biệt là những người trước đây là một phần của Khối thịnh vượng chung Ba Lan-Litva và các nước láng giềng. Truyền thống đặc biệt được phát triển ở Ba Lan thời hiện đại, nơi xen kẽ mười ba món ăn không thịt vào đêm Giáng sinh đôi khi được phục vụ.

## Miêu tả
Các món ăn cụ thể có thể khác nhau từ nước này sang nước khác, nhưng nhiều trong số chúng là phổ quát. Do Nativity Fast, sẽ không có thịt, trứng hoặc sữa (bao gồm cả phô mai) được cho phép trong bữa ăn tối. Do đó, cá, nấm và các loại ngũ cốc là các món chính.
Ở Ba Lan, bữa ăn tối bắt đầu bằng việc ăn súp, súp nấm truyền thống hoặc barzcz. Nghi thức cho người Công giáo và Cơ đốc giáo chính thống ở Ukraine là bắt đầu Sviata Vecheria  với Kutia. Kutia, sữa anh túc (aguonų pienas) cùng với kūčiukai được phục vụ như một món tráng miệng và tạo thành một phần quan trọng trong thực đơn đêm Giáng sinh của Litva. Hạt anh túc được sử dụng rộng rãi cho các món ăn đêm Giáng sinh, bởi vì chúng tượng trưng cho sự phong phú và thịnh vượng. Về mặt này, người ta tin rằng varenyky, cũng là biểu tượng của sự thịnh vượng, với hạt giống cây anh túc khi được phục vụ tại Sviata Vecheria của Ukraine có tiềm năng kỳ diệu nhất để mang lại sự thịnh vượng và thuận lợi cho dân làng.
Về các món cá, đây thường là cá trích, cá chép hoặc cá chó. Ở Litva, cá trích (tiếng Litva: silkė) món ăn rất phổ biến và đa dạng. Thông thường silkė su grybais (cá trích với cà rốt), hoặc silkė su grybais (cá trích với nấm) được phục vụ vào đêm Giáng sinh.
Nấm, đặc biệt là khô hoặc ngâm, cũng là một trong những thành phần chính được sử dụng trong các món ăn đêm Giáng sinh. Dưa cải bắp (tiếng Ba Lan: kiszona Kapusta, tiếng Ukraine: кисла капуста; kisla Kapusta) với nấm hoang dã hoặc đậu Hà Lan, borscht đỏ, nấm hay cá súp được phục vụ tại Ba Lan và phía tây Ukraina.
Luộc hoặc chiên bánh bao (Ba Lan: pierogi, Ucraina: вареники, varenyky, Lithuania: auselės) với một loạt các loại nhân (bao gồm bắp cải hoặc dưa cải bắp, nấm và hạt anh túc nghiền nát), là một trong những món ăn phổ biến nhất. Donuts đầy mứt (Ba Lan: pączki, Ucraina: пампушки, pampushky) được phục vụ cho món tráng miệng ở Ba Lan và phía tây Ukraina, nhưng ở Lithuania món ăn ngọt là không phổ biến, vì chúng được cho là không phù hợp cho bầu không khí trang nghiêm của buổi tối. 

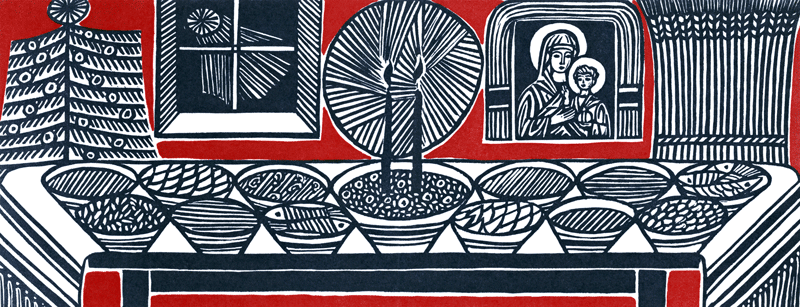
Bữa ăn truyền thống Sviata vecheria của Ukraine. Thiệp Giáng sinh Jacques Hnizdovsky.

Đối với đồ uống, trái cây sấy khô truyền thống kompot hoặc cranberry kisiel (tiếng Litva: spanguolių kisielius) là phổ biến . Trong thời gian trước, yến mạch kisiel phổ biến hơn.
Thực hiện toàn bộ nghi thức trước khi bữa ăn bắt đầu. Một khi ngôi sao đầu tiên xuất hiện trên bầu trời, mỗi thành viên trong gia đình rửa mặt, tay và chân trong nước lạnh nói: "Hãy khỏe mạnh như nước này". Những người dũng cảm nhất đến sông hoặc hồ địa phương và bơi một đoạn ngắn ở đó. Sau khi thủ tục với nước kết thúc, gia đình tiếp tục cầu nguyện, thường là Kính lạy Cha. Sau khi cầu nguyện, chủ gia đình sẽ xức dầu cho mỗi người hiện diện bằng mật ong, làm dấu thánh giá trên trán của họ, nói: "Nhân danh Cha và Con và Thánh Thần: xin cho con có được sự ngọt ngào và nhiều điều tốt đẹp trong cuộc sống và trong năm mới."
Bữa ăn tối đêm Giáng sinh thường được tổ chức dưới ánh nến và bắt đầu vào buổi tối sau khi ngôi sao đầu tiên xuất hiện trên bầu trời. Ngôi sao tượng trưng cho sự ra đời của Chúa Giêsu theo truyền thống Kitô giáo và linh hồn của tổ tiên quá cố trong tín ngưỡng tiền Kitô giáo. Yên tĩnh, ánh sáng lờ mờ và bầu không khí có phần huyền bí là đặc trưng cho bữa tối đêm Giáng sinh .
Ở Ba Lan, Litva và miền tây Ukraine, một chiếc đĩa và ghế phụ luôn được để ở bàn. Theo tín ngưỡng dân gian, linh hồn của các thành viên đã rời đi trong gia đình đến thăm vào đêm. Nó cũng rất thông dụng để thậm chí bày tỏ sự hiếu khách hơn khi được những vị khách bất ngờ đến ăn tối.